# Fort George

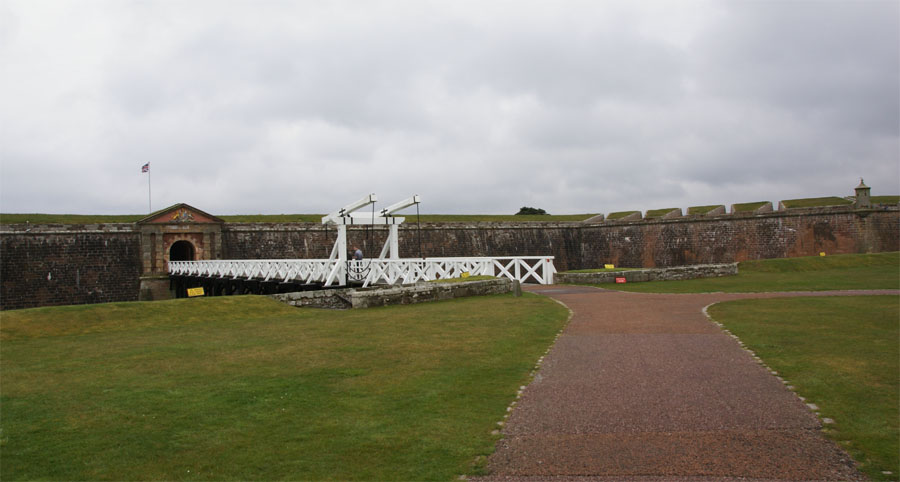
Fort George: hoofdingang met brug

Fort George is een achttiende-eeuws artilleriefort, gelegen in Ardersier, ruim zeventien kilometer ten noordoosten van Inverness in de Schotse regio Highland. Een eerste fort in Inverness zelf werd ingenomen tijdens de opstand van de Jacobieten in 1746. Dit leidde na het neerslaan van de opstand tot de bouw van een nieuw fort dat verdere opstanden moest voorkomen. Na voltooiing werd het fort in gebruik genomen als oefenkazerne.

## Geschiedenis
Op 16 april 1746 wonnen de Engelsen de Slag bij Culloden waarmee de tweede Jacobietenopstand werd neergeslagen. De Jacobieten probeerden de katholieke Bonnie Prince Charlie op de Schotse troon te krijgen. Na de eerste Jacobietenopstanden in 1715 en 1719 had de Engelse regering een viertal barakken voor infanterie gebouwd, zoals Ruthven Barracks, die de al bestaande versterkingen Fort William en Inverness Castle moesten ondersteunen. In 1724 werd Fort Augustus gebouwd en in 1727 werd Inverness Castle uitgebreid en hernoemd tot Fort George. Tijdens de opstand in 1746 bleken de forten en barakken onvoldoende. Fort George werd met behulp van mijnen compleet vernietigd. Fort Augustus werd opgeblazen door een schot in het kruitmagazijn, en ook bijvoorbeeld het complex Ruthven Barracks kon een belegering niet doorstaan en gaf zich over.
Na het neerslaan van de opstand werd Fort Augustus hersteld, maar voor Fort George in Inverness moest een nieuwe versterking komen. Twee jaar na de Slag bij Culloden begon de bouw van Fort George op het schiereiland in de Moray Firth bij Ardersier, ruim zeventien kilometer van Inverness. In 1769 was het fort voltooid. De Engelse regering oordeelde dat de dreiging van een opstand van de jacobieten voorbij was, en gebruikte het fort vervolgens als trainingsbasis. Halverwege de negentiende eeuw werd het fort ingericht en opgewaardeerd als kustfort ten gevolge van de invasiedreiging die uitging van Napoleon III.
In 1881 werd Fort George het depot van het regiment Seaforth Highlanders en dat is zo gebleven totdat het regiment in 1961 opging in het regiment de Queen's Own Highlanders.

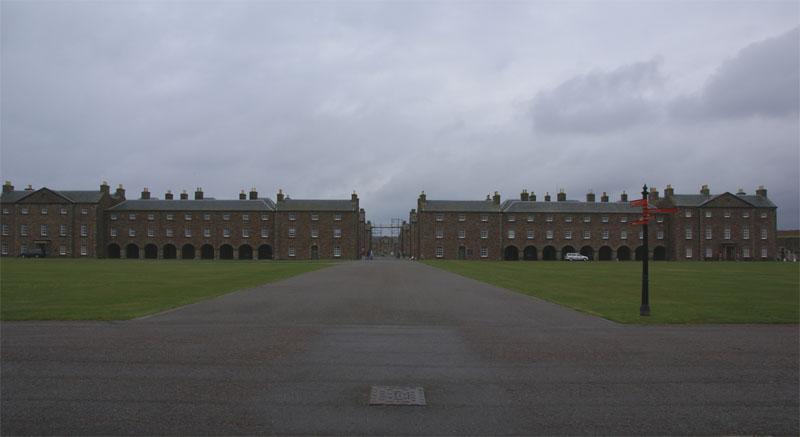
Fort George: exercitieterrein met de gebouwen voor de huisvesting van de stafofficieren en de kanonniers

## Bouw
Fort George ligt op een schiereilandje in de Moray Firth en wordt daardoor aan drie kanten door de zee beschermd. De oostelijke landzijde was daarmee het zwakste punt. Luitenant-generaal William Skinner ontwierp Fort George gebruikmakende van de nieuwste ontwikkelingen.
Een architectuur met hoge muren beschermd door uitstekende torens was de verdediging geweest in de Middeleeuwen, maar deze architectuur was achterhaald door de ontwikkeling van artillerie. Omdat kanonnen meestal laag en direct op hun doel vuurden, verschoof de architectuur zich naar hoekbastions omringd door opgeworpen aarde, die de energie van een kanonskogel veel beter kon opvangen dan metselwerk dat kon.
Het fort beslaat een oppervlakte van zeventien hectare. Tussen 1748 en 1753 werden de werken aan de oostzijde van het fort aangelegd. Deze werken moesten de aanvoer van artillerie door de vijand naar de belangrijkste verdedigingsmuur voorkomen. De buitenste verdediging werd gevormd door een zigzaggende glacis van 50 meter breed. Erachter lagen diepe greppels met houten palissades van 2,5 meter hoog. De ravelijn Prince Edward's Ravelin was driehoekig van vorm en beschermde de flanken voor de buitenste greppel. Het ravelijnwachthuis werd in 1753 gebouwd om de hoofdtoegang van het fort te bewaken.
De hoofdpoort van het fort kon enkel bereikt worden via een ophaalbrug (1766) die over een diepe greppel (gegraven tussen 1748 en 1753) lag. De greppel kon via sluizen (batardeaux) onder water kon worden gezet.
Het fort werd aan de kustzijden verdedigd door een grotendeels aarden verhoging met verscheidene bastions en demibastions, waarop 70 kanonnen waren gezet. Elk bastion had vier zijden, twee naar de buitenzijde gericht, en twee die de flanken van de fortmuur dekten. De twee grootste bastions werden vernoemd naar de Prince of Wales en naar de hertog van Cumberland, de overwinnaar van de Slag bij Culloden. Onder de verhoging bevonden zich bomvrije opslagkelders.
Het kruitmagazijn bevond zich in een bastion en werd zo ontworpen dat het de inslag van een kanonskogel zou kunnen weerstaan. Bij de constructie werd ijzer vermeden, zodat de kans op vonken, die het kruit tot ontploffing zouden kunnen brengen, werd geminimaliseerd. Buiten het magazijn bevonden zich als extra voorzorgsmaatregel grote watertanks.

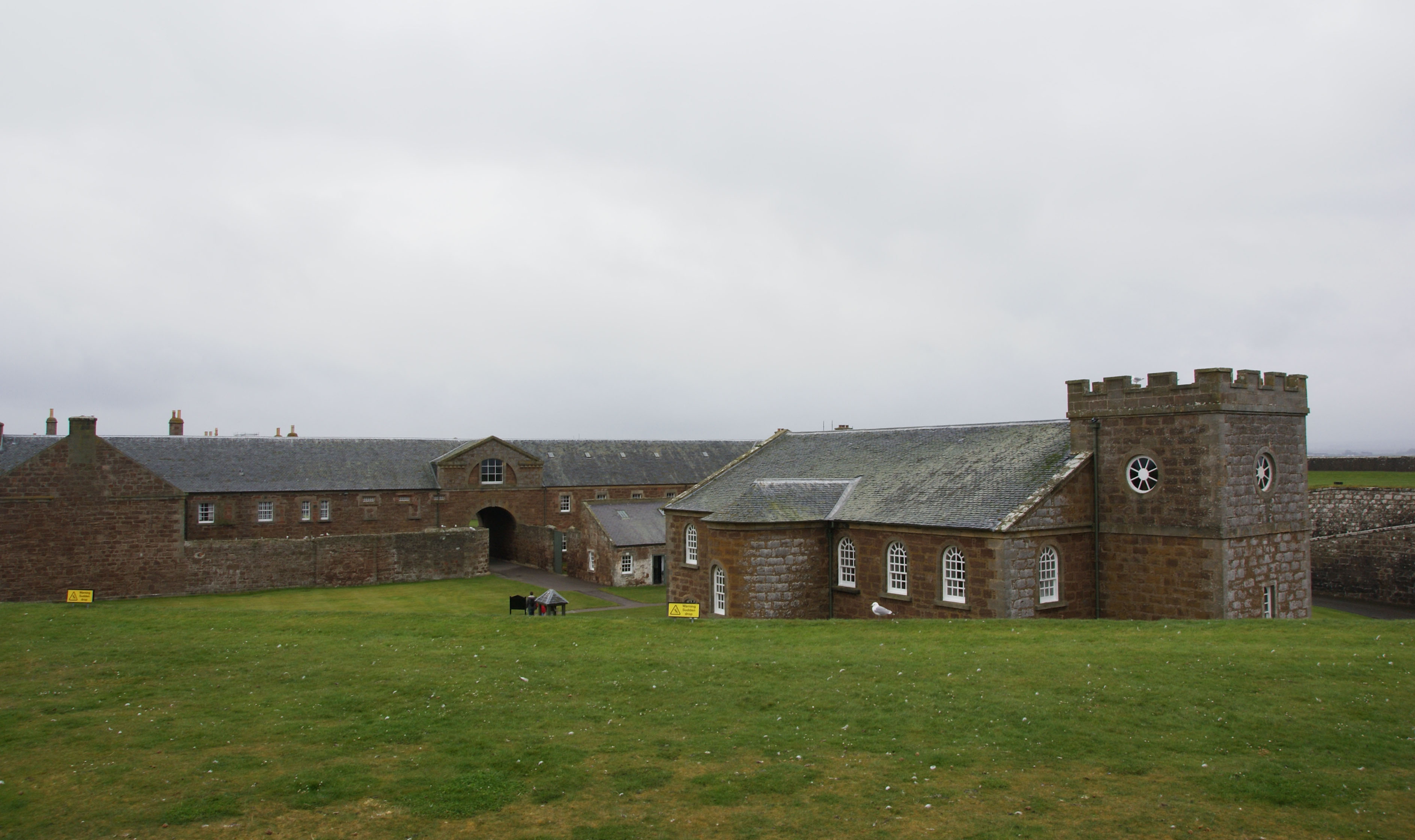
Fort George: kapel (rechts) gezien van de westzijde

In het fort bevonden zich in het voorste deel (vanaf de landzijde bekeken) de wachtkamers, de gevangenis en het exercitieterrein. De barakken, gebouwd tussen 1753 en 1767 op het midden van het terrein, zijn symmetrisch van opbouw en konden 2000 soldaten huisvesten. Binnen het fort, op het uiteinde van het schiereiland staat de kapel, waarvan de bouw in 1763 begon.

## Beheer
Fort George wordt beheerd door Historic Scotland en door het Britse leger. Historic Scotland heeft tentoonstellingen ingericht met reconstructies van het leven van een soldaat in de achttiende eeuw. In het kruitmagazijn is de wapencollectie genaamd Seafield Collection of Arms te zien. In het fort bevinden zich het regimentsmuseum van de Queen's Own Highlanders en van de Lovat Scouts die open zijn voor publiek.